# Trasquera
Trasquera település Olaszországban. Lakosainak száma 179 fő (2023. január 1.). Trasquera Bognanco, Crevoladossola, Domodossola, Varzo és Zwischbergen községekkel határos.

## Népesség
A település népességének változása:
| Lakosok száma | 187  | 178  | 179  |
|               | 2017 | 2018 | 2023 |